# Пьетро ле Клерк
Пьетро ле Клерк (Pietro Le Clerc, также известный как Petrus Vuilhelmus; Pietro, called Guglielmo; Guillermus;, Guillermo) — католический церковный деятель XI—XII века.. Стал кардиналом-дьяконом с титулом церкви Сант-Адриано-аль-Форо на консистории 1062 года. В 1072 году стал кардиналом-священником Сан-Кризогоно, а в 1073 — канцлером Римско-католической церкви. Поддержал антипапу Климента III. Создал несколько жизнеописаний римских пап (Liber Pontificalis). Получил титул Санта-Сабина, и принял участие в выборах папы Геласия II в 1118 году